# Łódki
Łódki (kaszb. Łódczi, niem. Lotken) – wieś w Polsce, w województwie pomorskim, w powiecie słupskim, w gminie Smołdzino na Wybrzeżu Słowińskim.
W latach 1975–1998 miejscowość położona była w województwie słupskim.

## Nazwa
Nazwa ma pochodzenie słowiańskie i charakter topograficzny. Powstała przez dodanie do nazwy pospolitej lód formantu -k. Friedrich Lorentz odnotował formę nazwy w lokalnych gwarach słowińskich: Lȯ́u̯tћĭ. Niemiecka nazwa Lotken jest adaptacją fonetyczną pierwotnej nazwy słowiańskiej, natomiast dźwięk [w] ‹ł› w miejscu oczekiwanego [l] ‹l› we współczesnej nazwie polskiej wynika z niedokładnej resubstytucji nazwy niemieckiej.
Rada Języka Kaszubskiego proponuje opartą na polskiej kaszubską formę nazwy Łódczi.